# Bronsblått
Bronsblått är ett färglack som speciellt används vid fabrikationen av kulört eller marmorerat papper. 
Brnsblått har en bronsartad glas och ger papperet ett i metalliska färger skimrande utseende. Bronsblått framställs ur blåträextrakt efter tillsats av indigokarminlösning eller något blått tjärfärgämne och utfällning med ett järnoxidsalt. Bronsbrunt framställs på ett liknande sätt.